# Die Seelenmesse

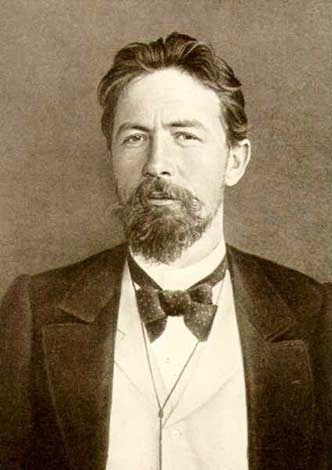
Anton Tschechow

Die Seelenmesse, auch Die Totenmesse (russisch Панихида, Panichida), ist eine kleine Humoreske des russischen Schriftstellers Anton Tschechow, die am 15. Februar 1886 in der Sankt Petersburger Zeitung Nowoje wremja abgedruckt wurde.
J. Treumanns Übersetzung erschien 1897 bei Reclam in Leipzig. Andere Übersetzungen: 1891 ins Serbokroatische (Помен), 1892 ins Finnische (Sielumessu), 1897 ins Rumänische (Parastasul) und 1903 ins Ungarische (A gyászmise).

## Inhalt
Nach dem Mittagsgottesdienst in der Kirche der Muttergottes von Odigitrijew (russ. Одигитрия - Odigitrija) im Dorf Werchnije Saprudy (russ. Верхниe Запруды) strömen die Gläubigen ins Freie, aber der Krämer Andrej Andrejitsch bleibt. Er hat im Gottesdienst während des Offertoriums einen Zettel hingereicht. Auf dem steht geschrieben: „Für die ewige Ruhe der Buhlerin Marija, der Dienerin Gottes.“ Seine Tochter Marija, genannt Mascha, ist verstorben und der Krämer bittet, für sie eine Seelenmesse zu lesen.
Vater Grigori ist erzürnt und ruft den Krämer unwirsch zu sich. Der Geistliche stößt sich an dem Wort Buhlerin. Der Krämer wird rot und stottert zur Rechtfertigung, er habe an die Heilige Maria von Ägypten gedacht. Die war doch auch eine gewesen. Und ihr habe Gott trotz alledem verziehen.
Unsinn, entgegnet Vater Grigori und korrigiert: „Deine Tochter war eine bekannte Schauspielerin. Sogar die Zeitungen haben über ihr Ende geschrieben.“ Auf Geheiß des Geistlichen muss der Krämer büßen. Letzterer muss sich zehnmal bis zur Erde verbeugen. Nun verzeihen Vater Grigori und Gott. Der Messe für Mascha steht nichts mehr im Wege.
Während der anschließenden Seelenmesse sind außer dem Krämer nur der Küster, eine Hebamme und deren einarmiges Söhnchen anwesend. Zwar singt der Küster schlecht, doch allmählich stellt sich bei dem Krämer schwermütige Trauer ein. Er denkt zurück an die Zeit, als er noch Lakai bei der Herrschaft von Werchnije Saprudy war, als er Mascha, das graziöse Geschöpf mit dem Lockenköpfchen, in biblischer Geschichte und in den Kirchenregeln unterwies. Im Grunde hatte er sich viel zu wenig Zeit für Mascha genommen. Als Andrej Andrejitsch sich dann den Kramladen kaufte und Mascha mit den Herrschaften nach Moskau übersiedeln durfte, hatte ihn das genauso wenig berührt, wie die Zeit, als die Tochter ihn drei Jahre vor ihrem Tode im Dorf besucht hatte. Ihr Geständnis „Ich bin eine Schauspielerin!“ war ihm damals als Gipfel des Zynismus erschienen und er hatte auch keinerlei Verständnis für Maschas aufflammende Liebe zu ihrer näheren Heimat aufgebracht. In Verbindung mit der Weihrauchdarbringung gegen Ende der Seelenmesse findet Anton Tschechow Worte für die Trauer des Krämers: „Die Rauchsträhnen, die aussehen wie Locken eines Kindes, drehen sich im Kreise ... und es ist, als erhöben sie sich über den Schmerz und die Trauer, die die arme Seele erfüllen.“

## Selbstzeugnis
- Der Text markiere einen Wendepunkt. 1886 hatte Dmitri Grigorowitsch dem Verfasser nach der Lektüre einen Brief geschrieben. Darin hatte Grigorowitsch empfohlen, künftig die Finger von derartigen Humoresken zu lassen und stattdessen solche Impressionen für ein anspruchsvolleres Werk zu bewahren. Anton Tschechow habe der Inhalt des Briefes „wie ein Blitz getroffen“ und zu seriöser schriftstellerischer Arbeit angestachelt.[4]

## Deutschsprachige Ausgaben
- A. P. Tschechow: Meistererzählungen. Deutsch von Reinhold Trautmann (enthält: Die Austern. Der Tod des Beamten. Ein bekannter Herr. Wanjka. Kaschtanka. Im Alter. Kummer. Die Totenmesse. Gussew. In der Verbannung. Die Dame mit dem Hündchen. Jonytsch. Herzchen. Der schwarze Mönch. Die Bauern. Ein Fall aus der Praxis. Die Stachelbeeren. In der Schlucht. Die Erzählung des Obergärtners. Der Student). Dieterich’sche Verlagsbuchhandlung, Leipzig 1953

### Verwendete Ausgabe
- Die Seelenmesse, S. 42–48 in Gerhard Dick (Hrsg.) und Wolf Düwel (Hrsg.): Anton Tschechow: Das schwedische Zündholz. Kurzgeschichten und frühe Erzählungen. Deutsch von Wolf Düwel. 668 Seiten. Rütten & Loening, Berlin 1965 (1. Aufl.)

### Sekundärliteratur
- William Boyd: Bambus. Essays. Aus dem Englischen von Matthias Fienbork. 318 Seiten. Berlin Verlag in der Piper Verlag GmbH, Berlin 2014, ISBN 978-3-8270-7754-7